# Kidderminster Harriers F.C.
Kidderminster Harriers FC là câu lạc bộ bóng đá có trụ sở tại Kidderminster, Worcestershire, Anh. Thành lập vào năm 1886, đội bóng hiện thi đấu tại National League và có sân nhà ở Aggborough Stadium.

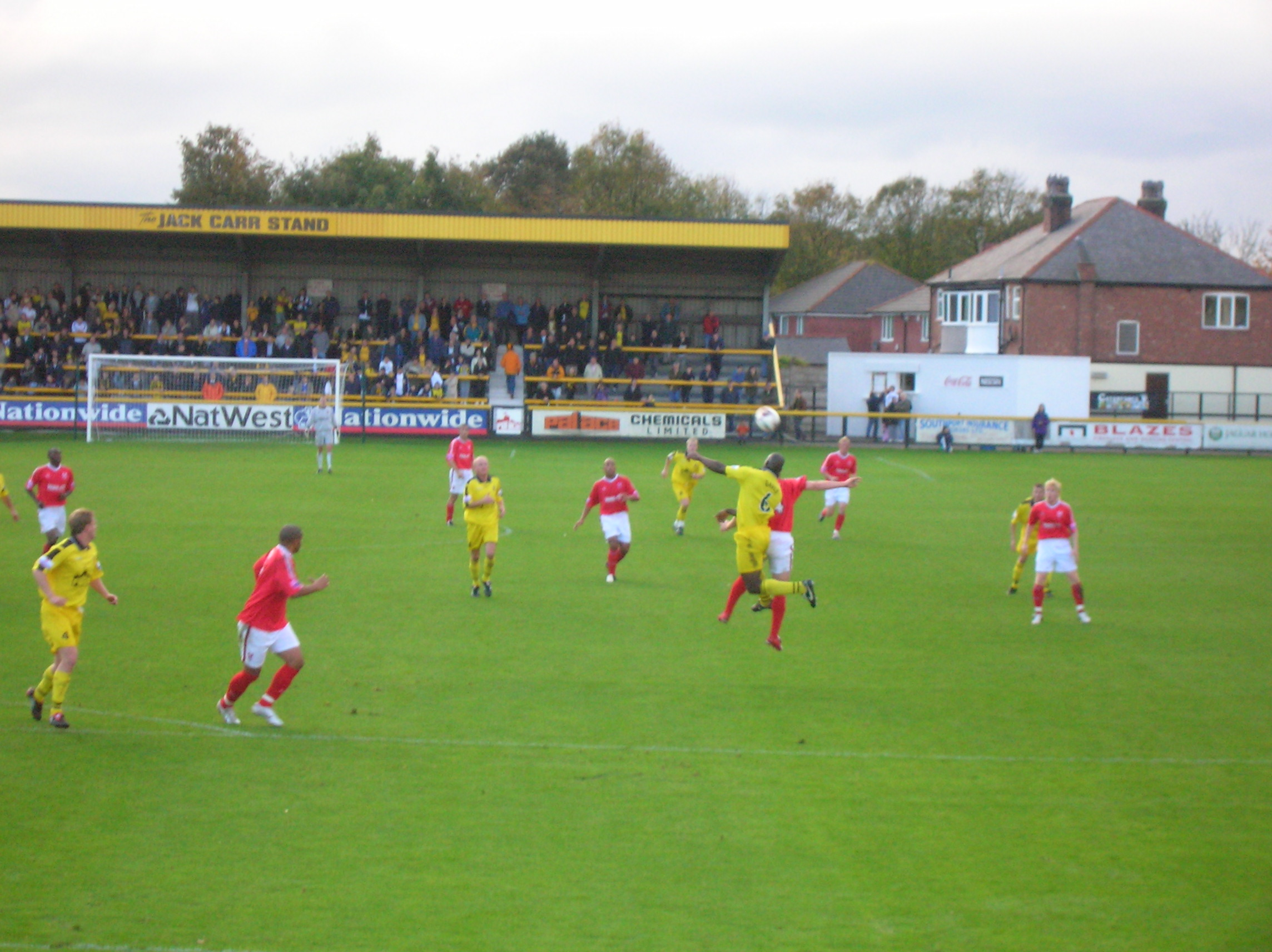
Kidderminster (trong màu áo đỏ) thi đấu trước Southport vào năm 2005

## Danh hiệu
Conference National
- Nhà vô địch các mùa giải 1993–94, 1999–2000
- Á quân các mùa giải 1996–97, 2012–13

Southern League Premier Division
- Á quân mùa giải 1982–83

FA Trophy
- Nhà vô địch mùa giải 1986–87
- Á quân các mùa giải 1990–91, 1994–95, 2006–07

Conference League Cup
- Nhà vô địch mùa giải 1996–97
- Á quân mùa giải 1988–89

Welsh Cup
- Á quân các mùa giải 1985–86, 1988–89

Southern League Cup
- Nhà vô địch mùa giải 1979–80

Worcestershire Senior Cup
- Nhà vô địch các mùa giải 1895–96, 1903–04, 1920–21, 1931–32, 1934–35, 1935–36, 1936–37, 1965–66, 1966–67, 1968–69, 1970–71, 1971–72, 1978–79, 1982–83, 1984–85, 1985–86, 1988–89, 1989–90, 1990–91, 1992–93, 1997–98, 1998–99, 1999–2000, 2001–02, 2009–10, 2014–15, 2016–17

Birmingham Senior Cup
- Nhà vô địch các mùa giải 1933–34, 1934–35, 1937–38, 1945–46, 1963–64, 1964–65, 1966–67
- Á quân các mùa giải 1929–30, 1965–66

Staffordshire Senior Cup
- Nhà vô địch các mùa giải 1980–81, 1982–83, 1983–84, 1984–85
- Á quân các mùa giải 1938–39, 1967–68, 1969–70, 1977–78, 1978–79

Birmingham & District League/West Midlands (Regional) League
- Nhà vô địch các mùa giải 1937–38, 1938–39, 1964–65, 1968–69, 1969–70, 1970–71